# Ichthuskerk (Axel)
De Ichthuskerk is een voormalig Gereformeerd kerkgebouw, gelegen in de tot de Zeeuwse gemeente Terneuzen behorende plaats Axel, dat zich bevindt aan de Pironstraat 1.

## Geschiedenis
Reeds in 1841 hadden de Axelse gereformeerden een eigen kerkgebouw aan de Kerkdreef 21.
Dit werd in 1899 vervangen door een nieuw kerkgebouw op dezelfde plaats. De kerkgemeente scheurde echter, in 1945, en vele Axelse gereformeerden gingen over naar de Gereformeerde Kerken vrijgemaakt, welke in dat jaar de beschikking kreeg over dit kerkgebouw.
Van 1945-1953 kerkten de gereformeerden in een noodkerk, waartoe een voormalig schoolgebouw werd gebruikt.
In 1953 kwam een nieuw gereformeerd kerkgebouw gereed, de Ichthuskerk, ontworpen door het bureau Rothuizen & 't Hooft. Het betrof een bakstenen zaalkerkje onder zadeldak met naastgebouwde toren en een rond venster in de voorgevel.
In 2001 fuseerden de hervormde en de gereformeerde kerkgemeenten tot PKN-kerk. Men kerkte sindsdien in de Hervormde kerk, en de Ichthuskerk werd verkocht aan een particulier, die het gebouw deels sloopte en deels verbouwde tot woning. De klok van de kerk werd geschonken aan de Vrijgemaakten.